# هفت بیجار
هفت بیجار نوعی ترشی است که مخلوطی است از گیاهان، میوه و سبزی‌های خرد شدهٔ ترشی انداخته شده در سرکه. این ترشی در شمال ایران و مازندران و گیلان درست می‌شود یکی از سبزیجات استفاده شده در آن سیر است.